# Andrei Borisenko
Andrei Ivanovich Borisenko (Leningrado, 17 de abril de 1964) é um ex-cosmonauta russo, veterano de duas missões de longa duração na Estação Espacial Internacional.
Formado pela Escola de Física e Matemática de Leningrado, trabalhou em unidades militares entre 1987 e 1989, quando foi contratado pela RKK Energia, a empresa espacial estatal russa, como engenheiro responsável pelo sistema de controle motor da estação espacial Mir. Em 1999, tornou-se diretor de voo para a Mir e para a ISS.
Em 2003, foi selecionado para o curso de cosmonautas e começou o treinamente básico no Centro de Treinamento de Cosmonautas Yuri Gagarin, formando-se em 2005. Entre julho de 2005 e agosto de 2008, fez treinamentos avançados em voo espacial e em 2009 fez parte da tripulação reserva da Expedição 24.
Em 4 de abril de 2011, ele foi pela primeira vez ao espaço a bordo da nave Soyuz TMA-21, que o levou para uma missão de longa duração na Estação Espacial Internacional, como integrante das Expedições 27 e 28. Ao fim dos cinco meses de permanência na ISS e de comandar a Expedição 28, Borisenko voltou à Terra junto com a tripulação da TMA-21, pousando nas estepes do Casaquistão em 16 de setembro de 2011.
Borisenko voltou ao espaço para uma segunda missão em 19 de outubro de 2016, integrando a tripulação da Soyuz MS-02, permanecendo cerca de seis meses em órbita como engenheiro de voo das Expedições 49 e 50 à ISS, retornando em 10 de abril de 2017.